# Szindikátusi szerződés
A szindikátusi szerződés együttműködési megállapodás, amely általában a piacon elérendő meghatározó pozíció megszerzésének a reményében alakít ki ideiglenes szövetséget a résztvevők között.
Tekintettel arra, hogy a magyar magánjog a szerződések körében nem ismer típuskényszert, a szindikátusi megállapodás megkötésére a Polgári Törvénykönyvről szóló 2013. évi V. törvény 6:59. §-a alapján, a szerződéses szabadság elvének megfelelően kerülhet sor.

## Elhatárolás a társasági szerződéstől
Mivel a szindikátusi szerződés és a társasági szerződés a társaság működése során adott esetben egymás mellett létezik, a két megállapodás tartalmának esetleges ütközéséből problémák adódhatnak. A hazai ítélkezési gyakorlat alapján azonban egyértelmű, hogy a szindikátusi szerződésben nem lehet jogszerűen úgy rendelkezni, hogy a szerződéses kikötés a társasági szerződés valamely pontjába ütközzön.
Alapvető különbség a két megállapodás között, hogy a szindikátusi szerződésre a cégnyilvánosság követelménye nem terjed ki, így a felek számos olyan kérdést is szabályozni tudnak ily módon, amelyek nyilvánosságra hozatala sértené a tagok vagy a társaság üzleti érdekeit és ezért arról - ha azt a társasági törvény nem teszi a társasági szerződés kötelező tartalmi elemévé - a tagok a létesítő okiratban nem rendelkeznek.
Abban az esetben, ha a tagok (részvényesek) tagsági jogaik gyakorlásának módjára, feltételeire vonatkozó, jogkövetkezményeit illetően harmadik személyekre is kiható megállapodást kívánnak kötni, úgy vállalniuk kell azt, hogy a szerződést a cégbíróság törvényességi felügyeleti jogkörében eljárva megvizsgálja és hogy a megállapodás (a társasági szerződés) - figyelemmel a cégnyilvánosság követelményére - bárki számára megismerhetővé válik.